# 頭頂骨
頭頂骨（とうちょうこつ、Parietal bone）は、哺乳類において、脳頭蓋頂部を形成する骨である。
ヒトの頭頂骨は、頭蓋の頭頂部に位置する骨で、四角形で曲がっている。

## 参考
- 人間の骨の一覧